# Jaime Villegas
Jaime Enrique Villegas Roura (ur. 5 lipca 1950 w La Ceiba) – piłkarz, były reprezentant Hondurasu grający na pozycji obrońcy.

## Kariera klubowa
Jaime Villegas podczas piłkarskiej kariery występował w klubie Real España San Pedro Sula. Z Real España zdobył mistrzostwo Hondurasu w 1981 oraz Copa Interclubes UNCAF w 1982.

## Kariera reprezentacyjna
Jaime Villegas występował w reprezentacji Hondurasu w latach 1973-1985. W 1973 wystąpił w przegranych eliminacjach Mistrzostw Świata 1974. W 1980 i 1981 wystąpił w eliminacjach Mistrzostw Świata 1982, w których Honduras po raz pierwszy w historii wywalczył awans do Mundialu. Rok później wystąpił na Mundialu w Hiszpanii w 1982 roku.
Na Mundialu wystąpił we wszystkich trzech meczach grupowych z Hiszpanią, Irlandią Północną i Jugosławią. W 1984 i 1985 wystąpił w przegranych eliminacjach Mistrzostw Świata 1986.